# BK Dnipro
Le BK Dnipro est un club ukrainien de basket-ball, basé dans la ville de Dnipro, en Ukraine. Le club évolue en première division ukrainienne.

## Palmarès
- Championnat d'Ukraine : 2020, 2024
- Coupe d'Ukraine : 2017, 2018, 2019, 2024

## Entraîneurs successifs
- 2008-2009 :  Bob Donewald
- 2012-2015 :  Valdemaras Chomičius

## Joueurs célèbres ou marquants
- Oleksiy Len
- Stanislav Tymofeïenko
- Denham Brown
- Mario Austin
- Steve Burtt
- Qyntel Woods
- Darnell Lazare